# Todd Graff
Todd Graff (New York, 22 ottobre 1959) è un attore, sceneggiatore e regista statunitense, noto per il suo film indipendente Diventeranno famosi.
Graff scrisse anche The Vanishing - Scomparsa, e L'amore è un trucco. Come attore, Graff è apparso in Eliminate Smoochy, Strange Days, Not Quite Paradise e The Abyss. Raggiunse la fama nel 1975, quando interpretò Jesse nella serie TV The Electric Company, cui partecipò fino a quando non fu interrotta nel 1977.

## Filmografia

### Cinema
- Not Quite Jerusalem (Not Quite Paradise), regia di Lewis Gilbert (1986)
- Dentro la grande mela (Five Corners), regia di Tony Bill (1987)
- Sweet Lorraine, regia di Steve Gormen (1987)
- Nick e Gino (Dominick and Eugene), regia di Robert M. Young (1988)
- Un uomo innocente (An Innocent Man), regia di Peter Yates (1989)
- The Abyss, regia di James Cameron (1989)
- Framed, regia di Dean Parisot (1990)
- Opportunity Knocks, regia di Donald Petrie (1990)
- La città della speranza (City of Hope), regia di John Sayles (1991)
- Strange Days, regia di Kathryn Bigelow (1995)
- L'amore è un trucco (The Beautician and the Beast), regia di Ken Kwapis (1997)
- Eliminate Smoochy (Death to Smoochy), regia di Danny DeVito (2002)

### Televisione
- The Electric Company – serie TV, 260 episodi (1975-1977)
- ABC Afterschool Specials – serie TV, 2 episodi (1983-1992)
- Chicago Hope – serie TV, un episodio (1995)
- La tata (The Nanny) – serie TV, un episodio (1997)

## Doppiatori italiani
Nelle versioni in italiano delle opere in cui ha recitato, Todd Graff è stato doppiato da:
- Oreste Baldini in Dentro la grande mela
- Teo Bellia in Un uomo innocente
- Loris Loddi in The Abyss[1]
- Christian Iansante in Strange Days